# Walter Baseggio
Walter Baseggio, född 19 augusti 1978 i Clabecq, är en belgisk före detta fotbollsspelare (mittfältare) som spelade merparten av sin karriär i Anderlecht. Baseggio kom till Anderlecht 1991 och spelade under några år i klubbens ungdomslag innan han debuterade i A-laget 1996. Totalt spelade han 279 ligamatcher under sin första sejour i klubben innan han såldes till italienska Treviso FBC 2005. I januari 2007 återvände han till Anderlecht och spelade ytterligare 10 ligamatcher för klubben innan han köptes av Mouscron 2008. Under sina år i Anderlecht var Baseggio med och vann den belgiska ligan fyra gånger och blev utsedd till ligans bästa unga fotbollsspelare två år i rad (1999 och 2000) samt ligans bästa spelare (2001).
Baseggio debuterade i det belgiska landslaget 1999.